# Adachi (Tokio)
Adachi (足立区 Adachi-ku?) es un barrio especial de la Metrópolis de Tokio, en Japón. Localizado específicamente en el norte del barrio central de la Metrópolis de Tokio. El barrio especial consiste en dos áreas separadas: una pequeña franja de tierra entre el río Sumida y el río Arakawa y un área mayor al norte del río Arakawa. El barrio especial es llamada a sí mismo en otros idiomas como la Ciudad de Adachi.
Al 30 de junio de 2023, el barrio especial tenía una población estimada de 695.043 habitantes y tiene un área total de 53,20 km².

## Parques
- Parque Higashi Ayase, es un parque metropolitano.
- Parque Urbano de Agricultura (Toshi Nōgyō Kōen), localizado en Shikahama.
- Parque Adachi de las cosas vivas.

## Lugares de interés y espacios culturales
- Tokio Budokan, localizado en el Parque Metropolitano.
- Galaxi+City, es un término genérico para una serie de espacios culturales en Kurihara.
- Teatro 1010.
- Museo Histórico de Adachi, localizado en el parque Higashifuchie.
- Estación de Energía termal Senju.

## Transporte

### Tren
La principal estación de tren es la Estación Kita-senju. 

## Personas notables
- Atsuko Asano, actriz.
- Back-On, banda de rock.
- Tochiazuma Daisuke, sumo.
- Kouta Hirano, artista de manga.
- Susumu Hirasawa, músico de electrónica-progresivo.
- Itsuki Hirata, artista marcial mixta.
- Jo Kamisaku.
- Kaela Kimura, cantante y modelo.
- Takeshi Kitano, comediante.
- Daijiro Morohoshi, artista de manga.
- Nujabes, artista/productor de hip-hop.